# Herher (vattendrag i Armenien)
Herher (armeniska: Հերհեր, före 1991 officiellt även ryska: Гергер: Gerger) är ett vattendrag i Armenien. Det ligger i den sydöstra delen av landet, 100 kilometer sydost om huvudstaden Jerevan.
Trakten runt Herher består i huvudsak av gräsmarker. Runt Herher är det ganska glesbefolkat, med 28 invånare per kvadratkilometer.